# Giovanni IV di Ravenna
Giovanni IV (X secolo – 19 giugno 1019) è stato un patriarca cattolico italiano.

## Biografia
Non si hanno notizie certe sull'origine familiare e sulla provenienza di questo patriarca. Di sicuro Giovanni era un fidelis dei sovrani della casa di Sassonia, come a quell'epoca accadeva normalmente per i presuli aquileiesi e, più ampiamente, del Regno italico, scelti spesso tra i membri di stirpi germaniche. La sua nomina a patriarca d'Aquileia risale con ogni probabilità al 984. Dai pochi documenti superstiti del suo episcopato, emergono in prima istanza i solidi rapporti con l'Impero e la posizione del patriarcato aquileiese in Italia e in Europa fra i secoli X e XI.
L'avvento della dinastia sassone aveva dato nuovo impulso al ruolo politico e militare dei patriarchi. Se Ottone I e Ottone II favorirono Rodoaldo, lo stesso fecero Ottone III ed Enrico II con Giovanni. Lo dimostrano il privilegio del 18 giugno 990, che riguardava la supremazia di Aquileia sull’episcopio di Concordia e sull'abbazia di Santa Maria di Sesto, e soprattutto la carta del 28 aprile 1001, con la quale Ottone III conferiva a Giovanni e ai suoi successori metà della proprietà e dei diritti sul castello di Salcano, sul villaggio di Gorizia e su un’estesa fascia di confine, fino ai gioghi alpini, che si allungava tra il Friuli e l'attuale Slovenia; l'altra metà andò al conte Werigand, cosa che diede il via ad una disputa tra i due, in quanto Giovanni non accettò questo conferimento; il sovrano però si pronunciò tempo dopo a favore del conte friulano. Giovanni convocò con una relativa frequenza i concili provinciali. Sicuri sono quelli del 995 (Verona) e del 1015 (Aquileia), probabili quelli del 1007 e del 1016. È lecito ipotizzare che il suo lungo patriarcato sia stato importante per l'origine o l'assestamento di istituzioni (le canoniche cividalesi e quelle aquileiesi, il monastero femminile di Santa Maria di Aquileia e quello maschile di San Martino della Beligna, presso Aquileia), la cui fondazione o ristrutturazione si devono probabilmente proprio a Giovanni. Giovanni morì il 19 giugno 1019.